# 甘德怀事件
甘德怀事件是指2004年北京大学法学院博士研究生选拔考试引发的争议事件。在该次考试中，报考法理学专业的河海大学法律系讲师甘德怀在笔试考试中排名第一，但最终未通过面试，未被北京大学法学院朱苏力教授录取。其后甘德怀在网络发表文章，质疑考试的公平性，引发中国大陆法学界对于博士研究生考试公平性的讨论。